# Cybaeota
Cybaeota là một chi nhện trong họ Cybaeidae.